# 아르카디아현
아르카디아현(Αρκαδία)은 그리스의 펠로폰네소스반도에 자리잡은 그리스의 행정 구역이다. 이름은 그리스 신화에서 제우스와 칼리스토의 아들 아르카스(Ἀρκάς)에서 나왔다. 

## 현대 아르카디아
아르카디아의 현 소재지는 트리폴리이다. 아르카디아는 펠로폰네소스반도에서 가장 큰 현이다. 반도 면적의 20~25%를 차지하나, 인구면에서는 전체 18%가 이 곳에 살고 있다. 
아르카디아 현은 트리폴리에서 북서쪽으로 20km 떨어진 곳에 있는 메날로 산의 스키 리조트가 있다. 다른 산으로는 남동쪽의 파르노나스 산, 그리고 아르테미시오 산, 사이타 산, 스키아티오 산, 리케아 산, 치베루 산이 있다.
그리스 7번 국도(E65)가 아르카디아의 북서쪽에서 남동쪽 축으로 지나가며, 남서쪽에 도로의 끝을 이룬다. 이 도로는 1997년 이후, 그리고 2003년에 확장되었다. 그리스 남부 대부분의 전력을 생산하는 지열 발전소가 메갈로폴리 남쪽에 있으며, 석탄 광산도 있다. 
아르카디아에는 터널이 두 곳 있다. 아르테미시오 터널이 처음에 개통되었으며, 뒤이어 메갈로폴리 동쪽에도 터널이 생겼는데, 두 터널 모두 메시니아와 아테네 사이를 이어준다.
농업면에서 아르카디아 평원에는 감자 농장(아르카디아 중부와 북중부에 많다), 혼합 농장, 올리브 농장, 목장이 있으며, 특히 메갈로폴리 주변 지역과 트리폴리와 레비디 사이 지역에 많다. 

## 같이 보기
- 폴리에